# Fevers and Mirrors
A Fevers and Mirrors a Bright Eyes harmadik stúdióalbuma, amelyet 2000. május 29-én adott ki a Saddle Creek Records az Egyesült Államokban, később pedig a Wichita Recordings az Egyesült Királyságban. A későbbi Vinyl Box Set díszdobozos kiadás tartalmazza a lemezt.
Az album a Saddle Creek Records 32. kiadványa.

## Leírás
A lemez elején egy kisfiú Marjorie Weinman Sharmat „Mithell Is Moving” című könyvét olvassa. Az An Attempt to Tip the Scales dalban egy fals interjú szerepel Conor Obersttel; a frontember később elmondta, hogy a bejátszással az album komor hangulatán viccelődtek. A párbeszédben Conor hangját a The Faint és Commander Venus csapatok tagja, Todd Fink kölcsönözte, az interjúztató pedig Matt Silcock, a Lullaby for the Working Class korábbi tagja.

## Számlista
Az összes dal szerzője a Bright Eyes. 
| 1.    | A Spindle, a Darkness, a Fever, and a Necklace    | 6:28 |
| 2.    | A Scale, a Mirror and Those Indifferent Clocks    | 2:44 |
| 3.    | The Calendar Hung Itself…                         | 3:55 |
| 4.    | Something Vague                                   | 3:33 |
| 5.    | The Movement of a Hand                            | 4:02 |
| 6.    | Arienette                                         | 3:45 |
| 7.    | When the Curious Girl Realizes She Is Under Glass | 2:40 |
| 8.    | Haligh, Haligh, a Lie, Haligh                     | 4:43 |
| 9.    | The Center of the World                           | 4:43 |
| 10.   | Sunrise, Sunset                                   | 4:32 |
| 11.   | An Attempt to Tip the Scales                      | 8:29 |
| 12.   | A Song to Pass the Time                           | 5:30 |
| 55:10 |                                                   |      |

| Japán/hanglemezes változat dalai | Japán/hanglemezes változat dalai                  | Japán/hanglemezes változat dalai | Japán/hanglemezes változat dalai | Japán/hanglemezes változat dalai | Japán/hanglemezes változat dalai | Japán/hanglemezes változat dalai | Japán/hanglemezes változat dalai | Japán/hanglemezes változat dalai | Japán/hanglemezes változat dalai |
|                                  | Cím                                               | Hossz                            |                                  |                                  |                                  |                                  |                                  |                                  |                                  |
| -------------------------------- | ------------------------------------------------- | -------------------------------- | -------------------------------- | -------------------------------- | -------------------------------- | -------------------------------- | -------------------------------- | -------------------------------- | -------------------------------- |
| 1.                               | A Spindle, a Darkness, a Fever, and a Necklace    | 6:28                             |                                  |                                  |                                  |                                  |                                  |                                  |                                  |
| 2.                               | A Scale, a Mirror and Those Indifferent Clocks    | 2:44                             |                                  |                                  |                                  |                                  |                                  |                                  |                                  |
| 3.                               | The Calendar Hung Itself…                         | 3:55                             |                                  |                                  |                                  |                                  |                                  |                                  |                                  |
| 4.                               | Something Vague                                   | 3:33                             |                                  |                                  |                                  |                                  |                                  |                                  |                                  |
| 5.                               | The Joy in Discovery                              | 2:44                             |                                  |                                  |                                  |                                  |                                  |                                  |                                  |
| 6.                               | The Movement of a Hand                            | 4:02                             |                                  |                                  |                                  |                                  |                                  |                                  |                                  |
| 7.                               | Arienette                                         | 3:45                             |                                  |                                  |                                  |                                  |                                  |                                  |                                  |
| 8.                               | When the Curious Girl Realizes She Is Under Glass | 2:40                             |                                  |                                  |                                  |                                  |                                  |                                  |                                  |
| 9.                               | Jetsabel Removes the Undesirables                 | 6:09                             |                                  |                                  |                                  |                                  |                                  |                                  |                                  |
| 10.                              | Haligh, Haligh, a Lie, Haligh                     | 4:43                             |                                  |                                  |                                  |                                  |                                  |                                  |                                  |
| 11.                              | The Center of the World                           | 4:43                             |                                  |                                  |                                  |                                  |                                  |                                  |                                  |
| 12.                              | Sunrise, Sunset                                   | 4:32                             |                                  |                                  |                                  |                                  |                                  |                                  |                                  |
| 13.                              | An Attempt to Tip the Scales                      | 8:29                             |                                  |                                  |                                  |                                  |                                  |                                  |                                  |
| 14.                              | A Song to Pass the Time                           | 5:30                             |                                  |                                  |                                  |                                  |                                  |                                  |                                  |
| 63:57                            |                                                   |                                  |                                  |                                  |                                  |                                  |                                  |                                  |                                  |

## Fogadtatás
A lemez a Pitchfork Media 2000-es évekbeli 200-as toplistáján a 173. helyre került, ám ennek ellenére csak 5,4 pontot kapott a tízből. 2012-ben az újbóli kiadásnak a szintén a magazinnál dolgozó Ian Cohen 9 pontot adott.

## Közreműködők
- Conor Oberst – ének, gitár
- Mike Mogis – elektromos gitár, pedal steel gitár, vibrafon, tamburin, harangjáték, zongora, ebow, elektronika, nyelvdob, güiro, appalaki cimbalom, ütőcimbalom, hanghatások, akusztikus gitár, orgona, mandolin, billentyűk, hangminta, ütőhangszerek
- Andy LeMaster – ének, gitár, ütőhangszerek, mellotron, basszus, elektromos gitár, billentyűk
- A.J. Mogis – zongora, rhodes
- Clint Schnase – dob
- Jiha Lee – ének, fuvola
- Joe Knapp – ének, dob, ütőhangszerek
- Matt Magin – basszus
- Tim Kasher – harmonika
- Todd Baechle – billentyűk

## Fordítás
Ez a szócikk részben vagy egészben  a   Fevers and Mirrors című angol Wikipédia-szócikk ezen változatának fordításán alapul.  Az eredeti cikk szerkesztőit annak laptörténete sorolja fel. Ez a jelzés csupán a megfogalmazás eredetét és a szerzői jogokat jelzi, nem szolgál a cikkben szereplő információk forrásmegjelöléseként.